# Cervantes, Austràlia Occidental
Cervantes és un poble de pescadors de la regió de Wheatbelt d'Austràlia Occidental. Es troba a l'oceà Índic, 198 quilòmetres al nord de Perth, 227 quilòmetres al sud de Geraldton i 24 quilòmetres al sud de la badia de Jurien .

## Història
Els aborígens Juat Nyungah eren els habitants originals de la regió.
Els exploradors europeus van explorar les costes d'Austràlia des del segle XVII. Cap al 1801, Nicolas Baudin va cartografiar grans parts de la costa oest i va anomenar un gran nombre de topònims de la regió. El 1844, un vaixell anomenat Cervantes va encallar en una illa a una milla del cap de Thirsty Point on estava ancorat. L'illa va rebre el nom de Cervantes en honor al vaixell.
A la dècada de 1950 uns quants pescadors es van establir a Thirsty Point. El govern va decidir el 1962 separar 505 hectàrees de l'angle nord-oest del parc nacional de Nambung per establir un poble. Cervantes es va fundar oficialment l'any 1963. El poble de pescadors va rebre el nom de l'illa que Baudin va pensar erròniament que l'havia batejada en honor de l'escriptor espanyol Miguel de Cervantes. A causa d'aquesta idea equivocada, un gran nombre de carrers de Cervantes van rebre noms espanyols.

## Segle XXI
Cervantes és un poble de pescadors que forma part de l'àrea del govern local de la Comarca de Dandaragan . Hi ha una fàbrica de processament de llagosta. És una destinació de vacances amb tres molls, un motel i un aparcament per a caravanes.
El 2021, Cervantes tenia 480 habitants enfront dels 503 del 2006.

### Parc eòlic d'Emu Downs
L'any 2006 es va establir un parc eòlic amb 48 aerogeneradors prop de Cervantes. Subministra 80 MW d'energia que utilitza la planta dessalinitzadora d'aigua de mar de Perth, 260 quilòmetres més al sud, per convertir l'aigua de mar en aigua potable. La planta dessalinitzadora subministra el 20% de l'aigua potable de Perth. El 2017 es va afegir un parc de plaques solars que subministra 20 MW per absorbir la caiguda que experimenta el parc eòlic durant el dia.

## Turisme
Hi ha diversos atractius turístics a prop de Cervantes:
- Parc Nacional de Nambung amb el Pinnacles Desert.
- El llac Thetis conté trombolites.[9]
- The Lobster Shack organitza visites a la planta de processament de llagosta, creuers i ofereix àpats en un restaurant.
- La Cervantes Art Trail és una ruta artística al poble.[10]
- Des de Thirsty Point es poden veure les illes Cervantes. Hi ha windsurf i kitesurf.[10]

- Llac Thetis conté trombòlits.
- Des de Punt De Set es poden veure le

## Clima
Cervantes té un clima mediterrani càlid, segons la classificació climàtica de Köppen. La temperatura mitjana anual ronda els 18,5 °C. La precipitació mitjana anual és d'uns 580 mm.